# Phạm Trường Bí
Phạm Trường Bí (sinh tháng 6 năm 1955) là một cựu sĩ quan của Quân Giải phóng Nhân dân Trung Quốc (PLA). Trước khi bị điều tra do vi phạm kỷ luật nghiêm trọng vào tháng 12 năm 2014, Phạm Trường Bí mang quân hàm Trung tướng, từng đảm nhiệm các chức vụ Phó Chính ủy Quân khu Lan Châu, Ủy viên dự khuyết Ban Chấp hành Trung ương Đảng Cộng sản Trung Quốc khóa XVIII, Đại biểu Quốc hội Trung Quốc khóa XI, nhiệm kỳ 2008 tới 2013.

## Tiểu sử
Phạm Trường Bí sinh năm 1955 tại Lạc Lăng, tỉnh Sơn Đông. Ông nhập ngũ năm 1972 và gia nhập Đảng Cộng sản Trung Quốc năm 1974, tốt nghiệp chuyên ngành chiến thuật hiệp đồng tại Học viện Chỉ huy Lục quân Nam Kinh; trưởng thành từ chiến sĩ. Tháng 8 năm 1988, Phạm Trường Bí giữ chức Trưởng phòng Tuyên truyền, Cục Chính trị Tập đoàn quân 47. Tháng 11 năm 1999, nhậm chức Trưởng phòng Tuyên truyền Quân khu Lan Châu, sau thăng chức Chủ nhiệm Chính trị Tập đoàn quân 21. Tháng 7 năm 2004, Phạm Trường Bí được phong quân hàm Thiếu tướng. Tháng 11 năm 2005, ông được điều chuyển, thăng chức Chủ nhiệm Chính trị Quân khu Tân Cương, cán bộ cấp quân đoàn. Tháng 12 năm 2006, ông được điều động giữ chức Chính ủy Tập đoàn quân 47, Quân khu Lan Châu. Tháng 7 năm 2012, Phạm Trường Bí được bổ nhiệm làm Chủ nhiệm Chính trị Quân khu Lan Châu.
Tháng 7 năm 2013, Phạm Trường Bí được phong quân hàm Trung tướng. Tháng 7 năm 2014, ông được thăng chức Phó Chính ủy Quân khu Lan Châu.
Ngày 15 tháng 1 năm 2015, quân đội Trung Quốc tuyên bố Phạm Trường Bí do phạm tội, vi phạm pháp luật, đã bị Viện kiểm sát quân sự lập hồ sơ điều tra từ tháng 12 năm 2014, đồng thời ông bị miễn nhiệm chức Phó Chính ủy Quân khu Lan Châu.
Theo Tân Hoa xã tối ngày 27 tháng 10 năm 2016, Hội nghị Trung ương 6 khóa 18 Đảng Cộng sản Trung Quốc đã kết thúc sau 4 ngày họp tại Bắc Kinh. Hội nghị đã xem xét thông qua báo cáo của Ủy ban Kiểm tra kỷ luật Quân ủy Trung ương về vấn đề vi phạm kỷ luật nghiêm trọng của các tướng Phạm Trường Bí, Ngưu Trí Trung; xác nhận việc Bộ Chính trị quyết định kỷ luật khai trừ khỏi đảng hai sĩ quan này.